# Eerste openbaring van Jacobus
De  Eerste openbaring van Jacobus  is een gnostisch geschrift dat wordt gerekend tot de apocalyptische literatuur. Er zijn twee exemplaren van dit geschrift bekend. Een Koptische vertaling maakte deel uit van de vondst van de Nag Hammadigeschriften in 1945. In 1978 werd een tweede Koptische vertaling  gevonden, die onderdeel uitmaakt van de Codex Tschacos. De vermelde titel in de laatste vertaling is Jacobus. De titel van de bij Nag Hammadi gevonden vertaling is Openbaring van Jacobus. In dezelfde codex bevond zich echter nog een inhoudelijk volstrekt verschillend manuscript met dezelfde titel. Er is dan ook voor gekozen de geschriften te benoemen als de Eerste en de Tweede openbaring van Jacobus. Het werk behoort tot de teksten die zijn ontstaan in de gnostische beweging die aangeduid wordt als het valentinianisme. De grondlegger van die beweging was Valentinus (overleden na 155).  
Net als bij alle in Nag Hammadi gevonden geschriften moet er een oorspronkelijke Griekse tekst geweest zijn. In november 2017 maakten Amerikaanse onderzoekers bekend, dat zij een aantal Griekse tekstfragmenten van de Eerste openbaring van Jacobus hadden aangetroffen in een nog niet onderzocht deel van de Oxyrhynchus papyri , een collectie van tweehonderdduizend fragmenten die honderd jaar eerder op een antieke Egyptische vuilnisbelt waren aangetroffen.

## Essentie van de inhoud
De tekst bestaat uit twee dialogen tussen Jezus en zijn broer Jakobus. In de tekst wordt de materiële interpretatie van die relatie overigens verworpen: "Ik heb je deze dingen al eerder aangeduid, Jakobus, mijn broeder, hoewel je in materiële zin niet mijn broeder bent".
De eerste dialoog vindt plaats vlak voor de kruisiging en de tweede na de opstanding. Jezus  presenteert zich in de tekst als afkomstig van "de onnoembare en onkenbare Hem-die-is. Ook ik ben onbenoembaar, daar ik afkomstig ben van Hem-die-is al heb ik evengoed enige namen gekregen. Wij stammen beiden van Hem-die-is, al was ik er voordat jij er was".
Jakobus heeft een aantal vragen en is vooral bezorgd over het lijden dat hen twee binnenkort zal overkomen. Jezus spreekt troostende woorden en gebruikt daarbij termen van gnostische instructies over de plaats van de mens in de wereld. Hij spreekt over de demonische krachten die hen zullen doen lijden, maar nooit de overwinning zullen behalen. In de vorm van een hymne vraagt Jakobus dan welke woorden hij moet gebruiken om aan de boze machten te ontkomen. 
In de tweede dialoog na de kruisiging presenteert Jezus zich als 'Hij-die-in- mij-was'. Hij deelt mee bij de kruisiging niet geleden te hebben. Meer in het algemeen is het ontkennen van het lijden bij de kruisiging van Jezus een wezenlijk element in de gnostische theologie. 
Jezus gaat nauwelijks in op het komend martelaarschap van Jakobus maar vooral op zijn komende tocht daarna naar Hem-die is en Jakobus zal voeren langs de tweeënzeventig hemelen waar de twaalf boze machten wonen die hem zullen proberen tegen te houden. Daarbij gebruikt Jezus een rituele tekst die in het valentinianisme gebruikelijk was als een vorm van een viaticum voor stervenden. Na de zalving kreeg de stervende instructies welke woorden hij/zij diende te gebruiken bij de tocht omhoog tegen de poortwachters van de planeetmachten. In dit geval krijgt Jacobus ook nog de vragen te horen die deze machten hem zullen stellen. 
Als je in hun handen valt, zal een van hen tegen je zeggen: "Wie ben je en waar kom je vandaan?" Je moet tegen hem zeggen: "Ik ben een Zoon en ik ben van de Vader afkomstig". Hij zal tegen je zeggen: "Wat voor Zoon ben je en bij wat voor Vader hoor je?" Jij moet tegen hem zeggen: "Ik ben van de preëxistente Vader, een zoon in de pre-existentie".
Hierna krijgt Jakobus nog enig onderricht over aspecten van de gnosis. Jezus vergelijkt de twaalf apostelen met de twaalf demonische krachten. Hiermee worden de apostelen als ongelovige onwetenden weggezet. Aan het eind van de tekst is er een beschrijving van het martelaarschap van Jakobus, waarin hij de apostelen hun onwetendheid nog eens verwijt. 
Op het vakgebied is er de opvatting dat de tekst moet zijn ontstaan in een gnostische gemeenschap binnen het Syrische christendom. Binnen het Syrische christendom zijn opvattingen over de vroegste joods-christelijke gemeente in Jeruzalem en zijn leider Jakobus (de rechtvaardige) het langst bewaard gebleven. De tekst heeft tot doel om gnostische opvattingen te baseren op het vroegste joodse christendom.
Er is geen nauwkeuriger datering voor het ontstaan van de oorspronkelijke tekst te geven dan tussen 150 en 300. 